# Фредерик де Клерк
Фредерик Вилем де Клерк (на африканс Frederik Willem de Klerk) е южноафрикански политик от Националната партия.
Като президент на ЮАР (1989-1994) той премахва апартейда и демократизира страната, давайки избирателни права на чернокожото мнозинство. През 1993 г. получава Нобелова награда за мир, заедно с Нелсън Мандела.